# Flygormar
Flygormar (Chrysopelea) är ett släkte trädlevande ormar i familjen snokar som förekommer i Sydostasiens regnskogar, på Sri Lanka, delar av Indien och södra Kina. Släktet kallas även paradissnokar. Namnet flygormar kommer av deras för ormar ovanliga egenskap att kunna förflytta sig mellan höga träd genom att glidflyga. 
Flygormar glidflyger mellan träden genom att kasta sig ut från en gren och breda ut revbenen så att kroppen blir plattare, vilket ökar luftmotståndet och minskar fallets hastighet så att de bärs längre genom luften.

## Kännetecken
De ingående arterna i släktet är slankt byggda och har mycket varierad färgteckning. Den minsta arten, Chrysopelea pelias, blir cirka 60–70 centimeter lång. Den största arten är Chrysopelea ornata som når en längd på över en meter och som kan bli upp till omkring 130 centimeter lång.

## Arter
Det finns fem beskrivna arter i släktet:
- Chrysopelea ornata
- Chrysopelea paradisi
- Chrysopelea pelias
- Chrysopelea rhodopleuron
- Chrysopelea taprobanica

## Levnadssätt
Flygormar är giftiga men deras bett anses inte utgöra någon större fara för människor. Ormarna jagar i träden.
Till deras byten hör små däggdjur, däribland fladdermöss. Dessutom jagas fåglar, ödlor och grodor.
Honor lägger ägg.